# Ghotuo
Ghotuo (auch Otwa oder Otuo) ist eine zur Gruppe der edoiden Sprachen innerhalb der West-Benue-Kongo-Sprachen gehörende Sprache, die in den lokalen Verwaltungseinheiten Owan und Akoko-Edo des nigerianischen Bundesstaates Edo gesprochen wird.